# Thyrotheca
Thyrotheca — рід грибів. Назва вперше опублікована 1944 року.

## Класифікація
До роду Thyrotheca відносять 1 вид:
- Thyrotheca nyssae